# ODIN (Unfallversicherung)
Der Organisationsdienst für nachgehende Untersuchungen (ODIN) der gesetzlichen Unfallversicherung organisiert nachgehende Untersuchungen für Versicherte, die früher Tätigkeiten mit krebserzeugenden Stoffen durchgeführt haben (ausgenommen Umgang mit Stäuben – siehe hierzu  Gesundheitsvorsorge (Unfallversicherung)).
Hierzu sind Arbeitgeber verpflichtet, der Berufsgenossenschaft ein Verzeichnis der betroffenen Beschäftigten mit Angaben zur Art, Dauer und Höhe der Exposition sowie über den Zeitpunkt der Beendigung des Beschäftigungsverhältnisses mitzuteilen. Die Beschäftigten werden dann bis zu ihrem 75. Lebensjahr arbeitsmedizinische Vorsorgeuntersuchungen zugeführt. Die Teilnahme an den Untersuchungen ist kostenlos und freiwillig.